# Nyika-Nationalpark
Der Nyika-Nationalpark (englisch Nyika National Park) ist einer der wenigen länderübergreifenden Nationalparks Afrikas. Mit einer Größe von über 3.200 km² verbindet er in der Northern Region Malawi mit dem Nachbarland Sambia. Der Nationalpark wurde 1965 in Malawi unter dem Namen Malawi National Park gegründet und ist heute der größte von fünf Nationalparks des Landes.
Zur Bedeutung des Namens Nyika gibt es unterschiedliche Interpretationen. Abgeleitet von dem Namen Tanganyika ist „Unbewohntes Land“ oder „Wildnis“ eine Interpretationsweise, „Buschland“ oder auch „Der Platz des kurzen Grases“, wie angeblich die Phoka und die Tumbuka das Land genannt haben sollen, eine andere.

## Geographie

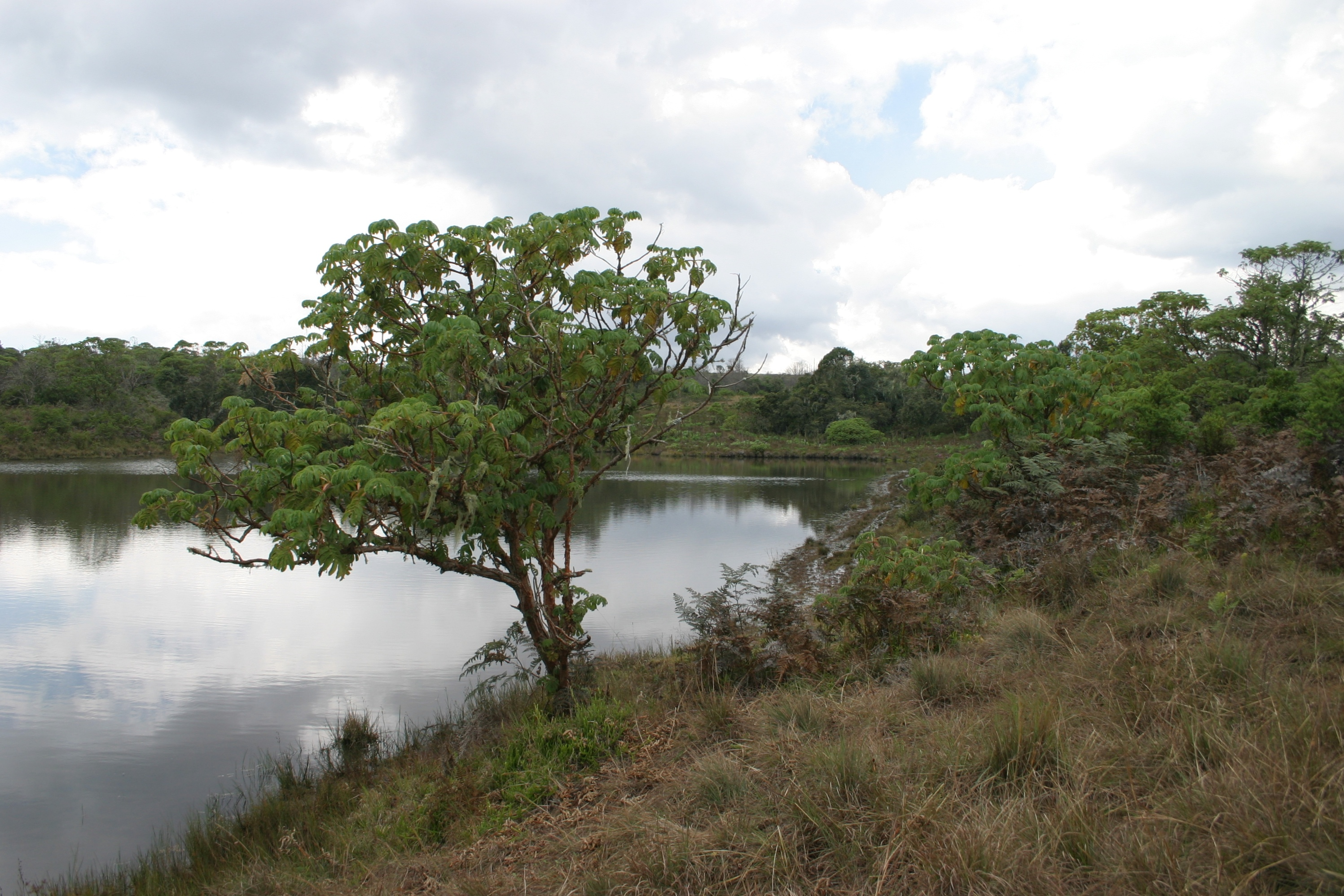
Kaulime-See im Nyika-Nationalpark

Der Nyika-Nationalpark erstreckt sich im Norden Malawis und im Osten Sambias über das gesamte Nyika-Plateau und dessen Randbereiche hinweg. Geologisch begrenzt wird der Park, der 460 Straßenkilometer nördlich von Lilongwe zu finden ist, im Nordwesten und Norden vom North Rukuru, im Nordosten von dem Küstenstreifen des Malawisees, im Süden vom Tal des South Rukuru, im Südosten von der Vwaza Marsh und im Westen auf sambischer Seite weitläufig von dem Tal des Luwumbu.
Der Nationalpark hat eine Gesamtfläche von 3.214 km², davon befinden sich 3.134 km² auf malawischer Seite und 80 km² auf sambischer. Teile der Distrikte Chitipa, Karonga und Rumphi in der Northern Region von Malawi und Chama in der Eastern Province von Sambia gehören zum Einzugsgebiet des Parks.
Die Höhenlagen des Nationalparks liegen zwischen 1.800 und 2.600 m über dem Meeresspiegel, wogegen die Außenbereiche auf 600 Meter Höhe abfallen. Als höchster Punkt des Plateaus im Park kann im Norden der Nganda mit 2.607 m bezeichnet werden. Die höchste Erhebung im südlichen Teil stellt mit 2.460 m der Kasaramba im Südosten dar.
Der einzige natürliche See des Nationalparks ist der Kaulime-See. Er befindet sich etwa 8 km westlich von Chelinda. Drei weitere Gewässer sind südlich von Chelinda durch den Bau von Dämmen entstanden.

## Geschichte
Die Geschichte des Nyika-Nationalparks geht bis in die 1930er Jahre zurück, als Teile des Nyika-Plateaus wegen eines fragmentierten, aus Wacholder-Bäumen bestehenden Zypressenwaldes unter Schutz gestellt wurde. In den 1940er und 1950er Jahren wurden einige Bereiche des Plateaus auf sambischer und auf malawischer Seite unter Jagdkontrolle gestellt. Damit waren zumindest die Wildtiere vor Wilderei geschützt. Malawi war zu dieser Zeit als Njassaland noch eine britische Kolonie. Nach Erreichen der Unabhängigkeit im Juli 1964 und dem Fehlschlag eines Projektes zur Pflanzung einer Kiefernplantage auf dem Nyika-Plateau durch die Colonial Development Corporation wurde der Malawi National Park am 1. Januar 1965 durch Hastings Kamuzu Banda, dem ersten Premierminister des Landes, per Verordnung gegründet.

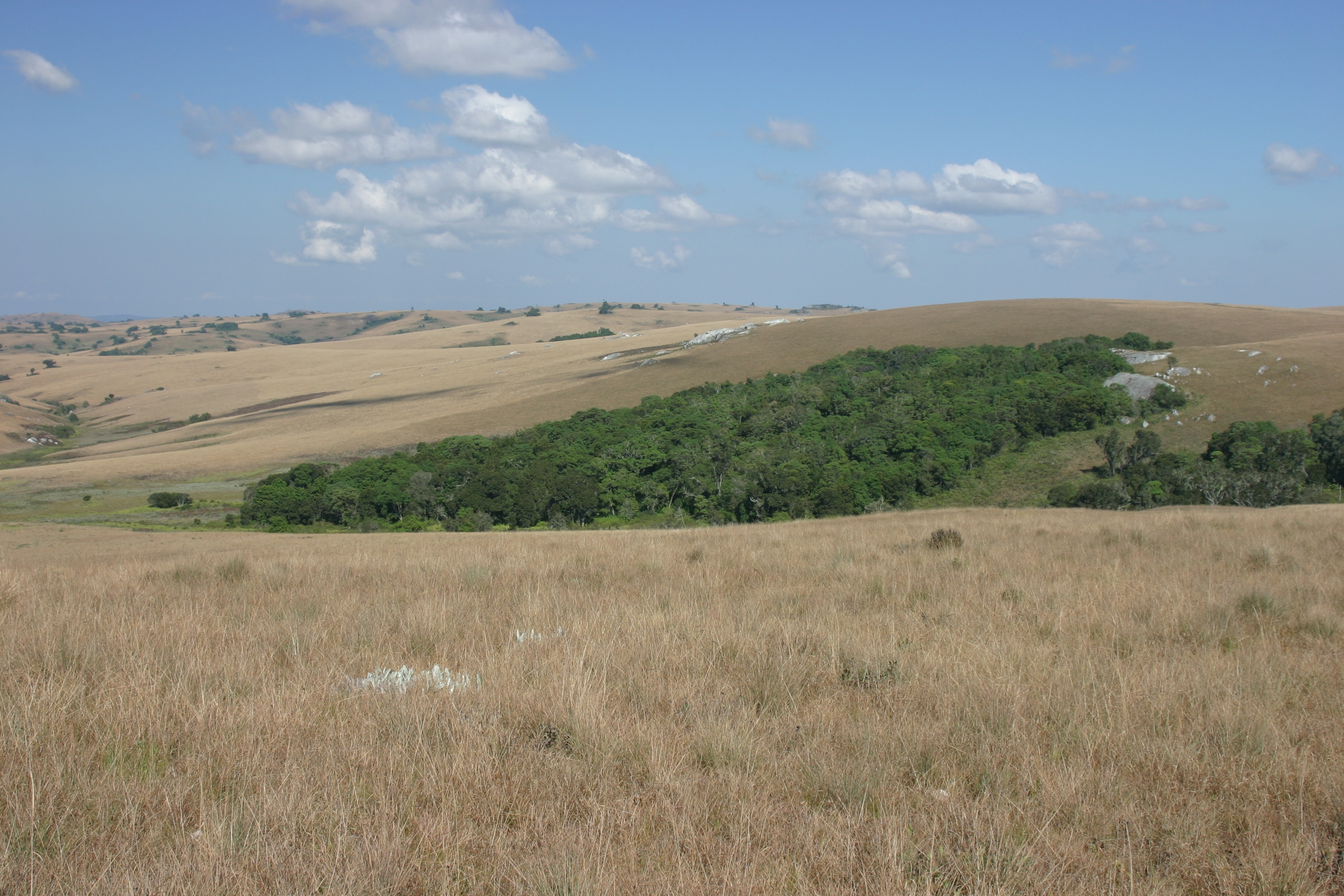
Waldstück in den Höhenlagen

Die unter Schutz gestellte Fläche von 94.000 ha erstreckte sich über Teile des höheren Nyika-Plateaus. 1969 wurde der Name des Nationalparks in Nyika National Park geändert. Am 1. Februar 1971 erfolgte die Parkgründung mit 80 km² grenzseitig auf der sambischen Seite. Die Erweiterung des Nationalparks über das gesamte Nyika-Plateau hinaus erfolgte auf der malawischen Seite im Juni 1978, womit der Park nun eine Fläche von 3.134 km² umfasste.
1983 stellte die malawischen Regierung den Antrag, den Nyika-Nationalpark auf die Liste des UNESCO-Welterbes zu setzen. Ein Jahr später lehnte das World Heritage Committee den Antrag ab. Auch eine erneute Bewerbung im April 2005 wurde auf der Sitzung des Komitees im Folgejahr abgelehnt. Eine schützenswerte Artenvielfalt wurde dem Nyika-Nationalpark zwar bestätigt und der Park in die IUCN-Kategorie II aufgenommen, zu groß waren aber noch die Unterschiede zwischen den vorgegebenen Standards der IUCN und den Möglichkeiten der malawischen Regierung, diese Standards für den Nationalpark zu erreichen und einzuhalten. Auch waren die Anzahl an endemischen Pflanzen, die Vielfalt an Lebensräumen und die Artenvielfalt in der Tier- und Pflanzenwelt nicht mit anderen in der World Heritage Liste aufgenommenen afrikanischen Nationalparks vergleichbar.

## Klima
Klimatisch wird der Nyika-Nationalpark mit seinen Höhenlagen der afromontanen Zone Uluguru-Mulanje zugeordnet. Die Temperaturen sind mit knapp unter Null im Winter und mit bis zu 21 °C in den Sommermonaten für mittelafrikanische Verhältnisse moderat. Die jährlichen Mittelwerte an Niederschlägen liegen je nach Höhenlagen zwischen 800 und 1.600 mm. Auf dem überwiegend von Grasland bedeckten Plateau sind es über 1100 mm im Jahr.
Eine Untersuchung, wie der Nationalpark von der zu erwartenden globalen Erwärmung klimatisch beeinflusst werden könnte, kam zu dem Schluss, dass die Temperatur bis 2100 um 3 °C ansteigen könnte. Dies hätte dann unter den besonderen landschaftlichen Gegebenheiten eine Erhöhung der Niederschläge um 33 % zur Folge. Man erwartet zwar Veränderungen im Ökosystem, geht aber derzeit nicht von einer gravierenden Schädigung aus.

## Flora und Fauna

### Pflanzen

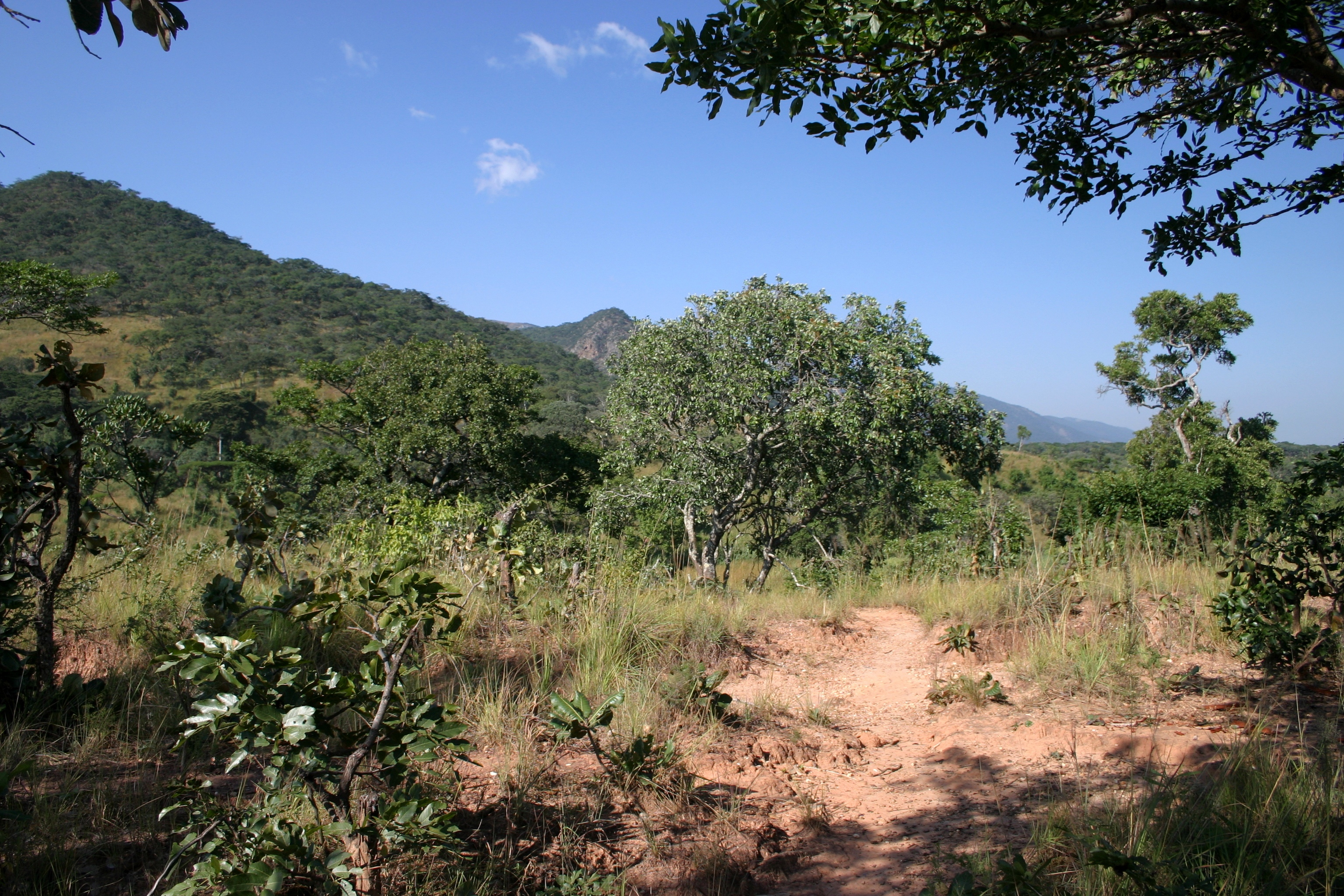
Miombo-Wald im Nyika-Nationalpark

Das Hochland des Nyika-Nationalparks besteht hauptsächlich aus einer hügeligen Graslandschaft, die mit zahlreichen krautigen Pflanzen durchsetzt ist. Einzelne kleine Waldgebiete wechseln das Bild der Landschaft ab. Die abfallenden Hänge des Plateaus sind bevorzugt mit Miombo (Brachystegia) bewachsen, einem für die Graslandschaften und Savannen Afrikas typischer Baum. Auf den gesamten Park bezogen deckt die Miombo-Landschaft nahezu 60 % und das Grasland etwa 37 % der Gesamtfläche ab. Ebenfalls zu finden sind für die Gegend so bedeutsame Bäume wie der Julbernardia globiflora, der Isoberlinia angolensis und der Monotes africanus.
Das Grasland selbst besteht meist aus Gräsern wie Loudetia simplex und Andropogon schirensis. Zwischen den Gräsern wurden bisher 33 unterschiedliche endemische Blütenpflanzen gefunden, davon zählen vier zur Familie der Orchideen. Die Artenvielfalt an Orchideen wurde mit 200 angegeben. Insgesamt konnten die Botaniker bisher 1.225 verschiedene Pflanzenarten dokumentierten, die sich innerhalb der Grenzen des Parkes befinden.
Gestört wird das Ökosystem im Nationalpark allerdings durch von Europäern eingeschleppten Adlerfarn (Pteridium aquilinum), der sich nach wie vor unkontrolliert ausbreiten kann. Besonders nach Bränden wächst der Farn schnell nach und verhindert seinerseits das Nachwachsen von anderen Pflanzen. Auch die Waldkiefer, die im englischsprachigen Raum als Scots Pine bekannt ist, ist als gebietsfremd einzustufen, kann aber bisher noch unter Kontrolle gehalten werden. Die Kiefern wurden in den 1950er und 1960er Jahren im zentralen Hochland des Nyika-Plateaus angepflanzt und stellen mit ihrer Ansammlung auf einer Fläche von rund 480 ha auf 2.000 m Höhe mittlerweile ein beachtliches Waldgebiet dar.

### Säugetiere
Über die Population an Wildtieren gibt es nur ungenaue Angaben. Zu den 95 verschiedenen Säugetieren, die im Nationalpark leben sollen, zählen neben dem Löwen der Leopard (Panthera pardus), die Tüpfelhyäne (Crocuta crocuta), der Streifenschakal (Canis adustus), die Weißkehlmeerkatze (Cercopithecus albogularis), die Äthiopische Grünmeerkatze (Cercopithecus aethiops), das Steppenzebra (Equus quagga), das Wüstenwarzenschwein (Phacochoerus aethiopicus), der Großriedbock (Redunca arundinum), der Buschbock (Tragelaphus scriptus), der Große Kudu (Tragelaphus strepsiceros), die Elenantilope (Taurotragus oryx), die Pferdeantilope (Hippotragus equinus), der Kronenducker (Sylvicapra grimmia),  der Rotducker (Cephalophus natalensis), die Lichtenstein-Antilope (Alcelaphus lichtensteinii), der Klippspringer (Oreotragus oreotragus) und der Puku (Kobus vardoni). Es soll auch noch rund 45 Elefanten im Nationalpark geben. Die Zahl der Tiere insgesamt geht allerdings ständig zurück. So wurde zum Beispiel bei einer Erhebung im Jahre 2005 ein Rückgang an Elenantilopen und Großriedböcken von 20 bis 30 % gegenüber 1984 festgestellt. Lediglich die Zahl der Zebras scheint wohl noch konstant zu bleiben.

### Vögel, Reptilien und Insekten
Des Weiteren beherbergt das Gebiet über 426 verschiedene Vogelarten, worunter sich zum Beispiel der Rotflügelfrankolin (Francolinus levaillantii), der Klunkerkranich (Bugeranus carunculatus) und die Savannentrappe (Neotis denhami), eine Spezies der Trappen, befindet. Anzutreffen ist auch der Njombe-Zistensänger (Cisticola njombe).
Neben 47 unterschiedlichen Reptilien, 34 Amphibien-Arten und über 220 verschiedenen Schmetterlingsarten gibt es noch eine unüberschaubare Anzahl von unterschiedlichen Insekten in dem Refugium.

## Interessenkonflikte
1978, als das Einzugsgebiet des Nyika-Nationalparks um mehr als das Dreifache vergrößert wurde, mussten um die 5.000 Menschen ihre angestammten Gebiete verlassen. Sie wurden in Gebiete zwangsumgesiedelt, die weniger ertragreiches Land enthielten und außerdem ein höheres Malaria-Risiko besaßen.
Ein Konflikt zwischen den Schutzinteressen des Nationalparks und den Nutzungsinteressen der Bevölkerung war vorprogrammiert. Die illegale Jagd, Abholzung und landwirtschaftliche Kultivierung sowie Busch- und Waldbrände nahmen zu. Dazu kam, dass die Bevölkerung in den Gebieten um den Park herum pro Jahr zwischen 2,8 % und 3,5 % wuchs und damit die landwirtschaftlich nutzbare Fläche in den Randzonen immer knapper wurde.
Aus diesem Grund förderte die Deutsche Gesellschaft für Technische Zusammenarbeit von Oktober 1996 bis März 2004 ein Projekt zur Randzonenentwicklung des Nationalparks. Ziel des Projektes war, eine Steigerung der Bodenfruchtbarkeit und der Agrarproduktion zu erreichen sowie nachhaltigen Anbaumethoden und Erosionsschutzmaßnahmen einzuführen. Die Bildung von Gemeindeorganisationen und die Errichtung von Schulen sowie die Schaffung einer lokalen Wasserversorgung und die Einrichtung von Gesundheitsstationen standen mit auf dem Programm.
Eine Kleine Anfrage im Bundestag 2006 (Drucksache 16/1225) offenbarte allerdings Schwächen bei der Planung des Projektes. Die Arbeit mit regionalen und lokalen Trägern wurde schon 2001 als nur bedingt erfolgreich und die Erreichung des Projektziels als gering eingeschätzt. Das Projekt lief 2004 aus.
Mittlerweile ist es der betroffenen Bevölkerung erlaubt, Honigbienen im Park zu halten und mit einer jährlichen Ernte von rund 8 Tonnen Honig im Jahr ihre Einkommenssituation zu verbessern. Auch dürfen mittlerweile unter Kontrolle Wildfrüchte und Heilpflanzen geerntet werden.
Ein Umweltverband, das Malawi Wildlife Department, und ein Conservation Trust versuchen indes durch den Verkauf der begehrten Pferdeantilope und durch Safariprogramme Geld in einen Gemeinschaftsfond zu bekommen, aus dem dann kommunale Einrichtungen finanziert und gleichzeitig versucht werden soll, die Lebensbedingungen der Menschen in den Randzonen des Parkes zu verbessern.

## Tourismus
Um 2006 besuchten jährlich etwa 1.500 Touristen den Nyika-Nationalpark, ebenso wie 20 Jahre zuvor. Anreisen von mehr als 100 km und nur eine Lodge zum Übernachten auf der malawischen Seite begrenzen die Zahl von Reisenden beträchtlich. Wandern und Wildbeobachtungen sind die klassischen touristischen Möglichkeiten im Nationalpark. Zusätzlich kann noch eine kleine Ausstellung in der Randlage des Nationalparks besichtigt werden.
Der Tourismus stellte also damals noch kein Problem für den Nationalpark dar, wohl aber die Wilderei. Geschätzt 280 professionelle Wilderer schossen jährlich zwischen 400 und 500 Antilopen. Einige Bestände waren im Jahrzehnt davor bereits um 75 % zurückgegangen.
Im Juni 2009 gewann der Wilderness Wildlife Trust, eine Ökotourismusfirma aus Südafrika, die Konzession für den Nationalpark. Die Chelinda Lodge sollte neu eröffnet werden und Safaris zu Pferd, wofür der Park bereits bekannt war, wieder angeboten werden.